# NGC 4687
NGC 4687 est une galaxie elliptique située dans la constellation des Chiens de chasse. Sa vitesse par rapport au fond diffus cosmologique est de 4 505 ± 18 km/s, ce qui correspond à une distance de Hubble de 66,4 ± 4,7 Mpc (∼217 millions d'al). NGC 4687 a été découverte par l'astronome britannique John Herschel en 1831.
NGC 4687 est une galaxie dont le noyau brille dans le domaine de l'ultraviolet. Elle est inscrite dans le catalogue de Markarian sous la désignation Mrk 442 (MK 422). Selon la base de données Simbad, NGC 4687 est une galaxie LINER, c'est-à-dire une galaxie dont le noyau présente un spectre d'émission caractérisé par de larges raies d'atomes faiblement ionisés.
À ce jour, deux mesures non basées sur le décalage vers le rouge (redshift) donnent une distance égale à 33,800 ± 35,924 Mpc (∼110 millions d'al), ce qui est à l'intérieur des valeurs de la distance de Hubble en raison de l'écart-type de cet échantillon incohérent avec deux mesures respectivement égales à 8,4 Mpc et 59,2 Mpc. Notons que c'est avec la valeur moyenne des mesures indépendantes, lorsqu'elles existent, que la base de données NASA/IPAC calcule le diamètre d'une galaxie et qu'ici c'est une erreur.
Selon Abraham Mahtessian, NGC 4687 et NGC 4711 forment une paire de galaxies. Ces deux galaxies sont dans la même région de la sphère céleste et leur vitesse radiale ne  diffère que de 206 km/s (4 256 km/s pour NGC 4687 et 4 050 km/s pour NGC 4711). Il s'agit donc fort probablement d'une paire de galaxies.

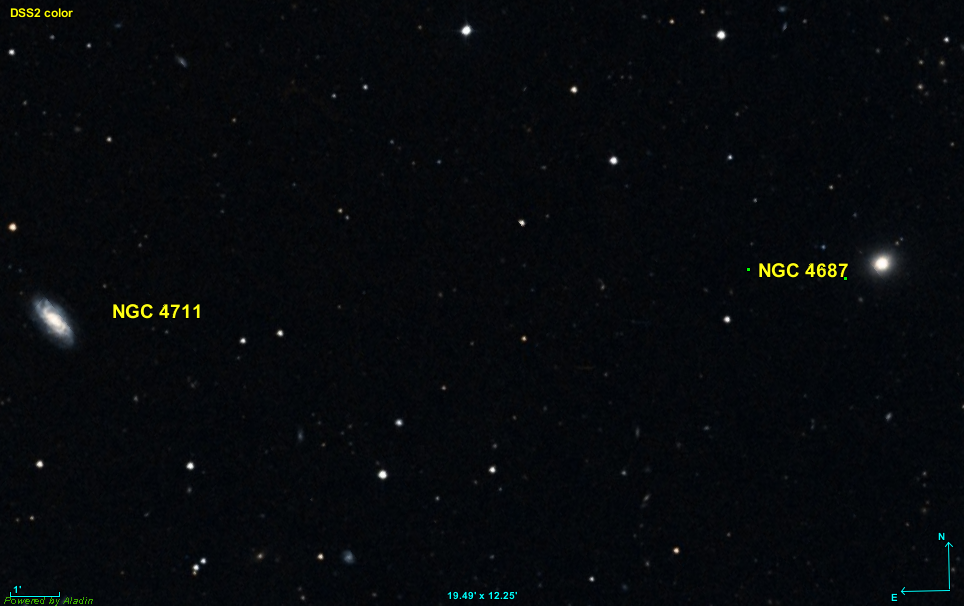
La paire de galaxies NGC 4687 et NGC 4711.

Or selon A.M. Garcia, NGC 4687, UGC 7916 et UGC 7949 forment un trio de galaxies. Il s'agit d'une erreur, car les vitesses radiales d'UGC 7916 et d'UGC 7949 sont respectivement de 601 km/s et de 331 km/s. Ces deux galaxies sont donc beaucoup plus près de la Voie lactée que NGC 4687.